# Leptura anthracina
Leptura anthracina är en skalbaggsart som beskrevs av Leconte 1875. Leptura anthracina ingår i släktet Leptura och familjen långhorningar. Inga underarter finns listade i Catalogue of Life.